# Marmellata (singolo)
Marmellata è un singolo del rapper italiano Wayne Santana, pubblicato il 3 dicembre 2021.

## Descrizione
Il singolo ha visto la collaborazione dei rapper Rosa Chemical, Tony Effe e Radical.

## Video musicale
Il video musicale, diretto da Michele Formica e Alessio Hong, è stato pubblicato 7 dicembre 2021 attraverso il canale YouTube del rapper.

## Tracce
Testi di Umberto Violo, Manuel Franco Rocati, Nicolò Rapisarda, musiche di Umberto Violo, Manuel Franco Rocati, Nicolò Rapisarda, Davide Simonetta, Andrea Pugliese, Davide Comparini, Daniele Wandja, Matteo Rossanera, Jacopo Matteo Luca D'Amico, Matteo Roccanese, Oscar Inglese.
1. Marmellata (feat. Rosa Chemical, Tony Effe e Radical) – 2:48